# Rovne
Rovne (ukránul: Рівне) falu Ukrajnában, Kárpátalján, a Técsői járásban.

## Fekvése
Técsőtől északnyugatra, Ósándorfalvától északkeletre, Csománfalva déli szomszédjában  fekvő település.

## Népesség
A 2001-es népszámláláskor 368 lakosa volt.